# Mieke de Boer
Mieke de Boer (Maastricht, 11 januari 1980) is een voormalig Nederlandse dartster, haar bijnaam is Bambie.
De Boer behoorde in het darten tot de Nederlandse top en was internationaal een subtopper. Behalve zelf deelnemen aan wedstrijden verzorgde zij ook commentaar bij toernooien.
In Kuala Lumpur won de Boer samen met Francis Hoenselaar in 2001 de WDF World Cup Pairs door winst op de Zweedse dames Carina Ekberg en Kristina Korpii.
In 2002 won ze de dames World Darts Trophy, waar ze Karin Krappen versloeg in de kwartfinale om vervolgens Francis Hoenselaar te treffen in de halve finale, die ze ook versloeg om in de finale te mogen strijden tegen Crissy Howat die ze versloeg. Wat later in dat jaar won ze ook nog het British Open dames singles toernooi.
Een jaar later mocht de Boer als jongste dame deelnemen aan het BDO World Darts Championship in Frimley Green (ook wel de The Embassy genoemd, de toenmalige sponsor), waar ze tot de halve finale kwam, doordat ze Linda Rogers-Pickett versloeg in de kwartfinale, maar ze kon Trina Gulliver (de toenmalig wereldkampioen dames) niet verslaan.
Een jaar later keerde ze terug, maar verloor in de kwartfinale van Francis Hoenselaar.
Haar laatste grote toernooi was het World Darts Trophy in 2005, daar verloor ze in de kwartfinale van Karin Krappen. Daarna is ze gestopt met darten van wedstrijden.

## Erelijst
- Nederlands Ranking Jeugdkampioen meisjes 1990 t/m 1996
- Europees Jeugdkampioen meisjes 1994
- Wereldkampioene dubbel (met Francis Hoenselaar) (2001)
- Winnaar World Darts Trophy 2002
- Winnaar British Open 2002
- Jongste deelnemer en halvefinalist The Lakeside World Darts Championships (voormalig Embassy) 2003.
- Kwartfinalist The Lakeside World Darts Championships (voormalig Embassy) 2004.
- Winnaar World Darts Trophy 2005

## Resultaten op Wereldkampioenschappen

### BDO
- 2003: Halve finale (verloren van Trina Gulliver met 0-2)
- 2004: Kwartfinale (verloren van Francis Hoenselaar met 0-2)

### WDF
- 1997: Laatste 16 (verloren van Dot McLeod met 0-4)
- 2001: Runner-up (verloren van Francis Hoenselaar met 2-4)
- 2005: Laatste 32 (verloren van Robin Curry met 3-4)